# Château de la Robertière
 (mars 2015).
Le château de la Robertière (XIIe – XVe siècle) était un château situé sur le territoire de la commune d'Abondant en Eure-et-Loir, sur l’un des points les plus hauts de la forêt domaniale de Dreux. Il est actuellement en ruines.

## Localisation
Les vestiges du château sont situés à l'ouest, dans la forêt de Dreux, au bord de la falaise surplombant l'Eure sur sa rive droite, peu en aval de Dreux, capitale du petit comté, sur la commune d'Abondant, dans le département français d'Eure-et-Loir.

## Historique
Construit en 1162 pour le comte Robert Ier de Dreux,, il a été détruit par William de la Pole, 1er duc de Suffolk en 1421, au moment de la prise de Dreux par les Anglais.

## Description
Le château de plan quadrangulaire de la fin du XIIe siècle est ceint sur les trois côtés, qui ne bénéficiaient pas de la protection naturelle, d'un fossé. Ce château n'a donné naissance à aucune agglomération, ni sur le plateau, ni à son pied.

## Recherches
Des recherches historiques et archéologiques sont en cours. Elles sont menées par le groupe de recherches archéologiques Robertière (Grar) dont le siège est au musée Marcel Dressal à Dreux. Les travaux sont réalisés avec le soutien de l’Office national des forêts, le service régional d’archéologie et la ville de Dreux[réf. souhaitée].